# Stygobromus hayi
Stygobromus hayi är en kräftdjursart som först beskrevs av Leslie Raymond Hubricht och J.G. Mackin 1940.  Stygobromus hayi ingår i släktet Stygobromus och familjen Crangonyctidae. IUCN kategoriserar arten globalt som starkt hotad. Inga underarter finns listade i Catalogue of Life.